# Воластон (Пенсилванија)
Воластон (енгл. Wallaceton) град је у америчкој савезној држави Пенсилванија.

## Демографија
По попису из 2010. године број становника је 313, што је 37 (-10,6%) становника мање него 2000. године.
| Група             | 2000.       | 2010.       |
| Белци             | 346 (98,9%) | 312 (99,7%) |
| Афроамериканци    | 1 (0,3%)    | 1 (0,3%)    |
| Азијати           | 0 (0,0%)    | 0 (0,0%)    |
| Хиспаноамериканци | 0 (0,0%)    | 0 (0,0%)    |
| Укупно            | 350         | 313         |